# Antonio Baldissera

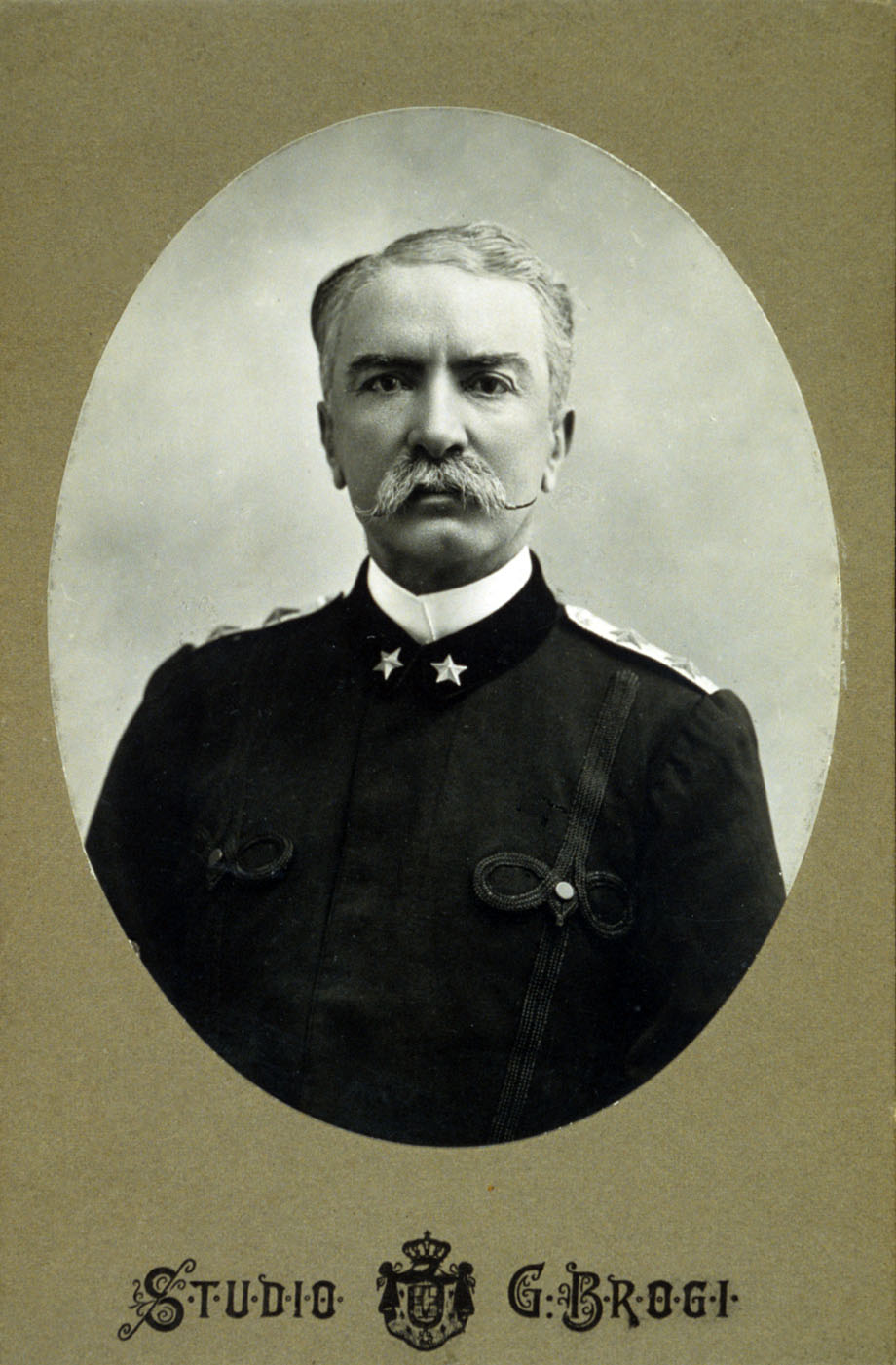
Antonio Baldissera

Antonio Baldissera, född 27 maj 1838, död 8 januari 1917, var en italiensk militär.
Baldisera blev officer i österrikiska armén 1857 och vid italienska infanteriet 1866, generallöjtnant 1892 och armékårschef 1897. Efter Oreste Baratieris nederlag vid Adwa 1896 utnämndes Baldissera till överbefälhavare i Eritrea, där han stannade till 1897. Han blev 1904 senator och erhöll 1907 avsked ur krigstjänsten.